# Come Running
«Come Running» es una canción del músico norirlandés Van Morrison publicada en el álbum de 1970 Moondance y como sencillo el mismo año.
Morrison describió "Come Runnin" como "un tipo de canción muy ligera. No es muy pesada. Es simplemente una canción de felicidad y suerte. No hay mensajes o algo como eso". Brian Hinton sintió que era más complicado que su declaración. "Las imágenes son semejantes al final de "Madame George", un tren pasando, viento y lluvia... Una imagen de naturaleza implacable contra la cual la vida humana y la muerte interpretan sus propios papeles. Van y su amante "sueñan que nunca acabará", aún sabiendo que desde luego ocurrirá".

## Personal
- Van Morrison: pandereta y voz
- John Klingberg: bajo
- Jeff Labes: piano
- Gary Mallaber: batería
- Guy Masson: conga
- John Platania: guitarra
- Jack Schroer: saxofón alto
- Collin Tilton: saxofón tenor

## Versiones
- The Joy